# Kup Zagrebačkog nogometnog saveza 2005./06.
Kup Zagrebačkog nogometnog saveza za sezonu 2005./06. je igran od rujna 2005. do svibnja 2006. godine. 
 U kupu nastupaju klubovi s područja Grada Zagreba, a pobjednik i finalist natjecanja natjecanja su stekli pravo nastupa u pretkolu Hrvatskog kupa u sezoni 2006./07. 

Kup je osvojila Croatia iz Sesveta, pobijedivši u završnici Lučko.

## Sudionici
U natjecanju je sudjelovalo 46 klubova, prikazani prema pripadnosti ligama u sezoni 2005./06.
| 2. HNL – Jug (II.) - Croatia Sesvete 3. HNL – Središte (III.) - Lokomotiva Zagreb - Lučko - Rudeš Zagreb - Trnje Zagreb - Vrapče Zagreb - ZET Zagreb | 1. Zagrebačka liga (IV.) - Concordia Zagreb - Dinamo Odranski Obrež - Dubrava Zagreb - HAŠK Zagreb - Ivanja Reka - Jarun Zagreb - Maksimir Zagreb - Mala Mlaka - Mladost Buzin - Odra - Ponikve Zagreb - Sava Zagreb - Sloga Zagreb - Špansko Zagreb - Tekstilac Ravnice Zagreb - Trešnjevka Zagreb | 2. Zagrebačka liga (V.) - Botinec Zagreb - Brezovica - Čehi (Gornji Čehi) - Hrašće (Hrašće Turopoljsko) - Kašina - Kustošija Zagreb - Mladost Donji Dragonožec - Polet Sveta Klara (Zagreb) - Prečko Zagreb - Prigorje Markuševec (Zagreb) - Prigorje Žerjavinec - Sesvetski Kraljevec (Sesvete) - Studentski grad Zagreb - Šparta Elektra Zagreb | 3. Zagrebačka liga (VI.) - Blato Zagreb - Horvati 1975 - Hrvatski Leskovac - Omladinac Odranski Strmec - Nur Zagreb - Podsused Zagreb - RIZ Odašiljači Zagreb - Sava Jakuševec (Zagreb) - Zelengaj Zagreb |

## Rezultati

### 1. kolo
Igrano 14. rujna 2005. 
| klub1                         | klub2                       | rez.                  |                                                             |
| ----------------------------- | --------------------------- | --------------------- | ----------------------------------------------------------- |
| Podsused Zagreb               | Šparta Elektra Zagreb       | 0:3                   |                                                             |
| Brezovica                     | Omladinac Odranski Strmec   | 3:2                   |                                                             |
| Polet Sveta Klara (Zagreb)    | Blato Zagreb                | 0:0 (4:3 11 m)        | Polet prošao boljim izvođenjem jedanaesteraca               |
| Sesvetski Kraljevec (Sesvete) | Kašina                      | 1:1 (4:2 11 m)        | Sesvetski Kraljevec prošao boljim izvođenjem jedanaesteraca |
| Prečko Zagreb                 | Hrašće (Hrašće Turopoljsko) | 1:3                   |                                                             |
| Čehi (Gornji Čehi)            | Botinec Zagreb              | 2:2 (3:4 11 m)        | Botinec prošao boljim izvođenjem jedanaesteraca             |
| Kustošija Zagreb              | Mladost Donji Dragonožec    | 7:0                   |                                                             |
| Prigorje Markuševec (Zagreb)  | Prigorje Žerjavinec         | 2:5                   |                                                             |
| Studentski grad Zagreb        | Nur Zagreb                  | 0:1                   |                                                             |
| Zelengaj Zagreb               | Sava Jakuševec (Zagreb)     | 2:2 (5:3 11 m)        | Zelengaj prošao boljim izvođenjem jedanaesteraca            |
| Hrvatski Leskovac             | Horvati 1975                | 4:0                   |                                                             |
| RIZ Odašiljači Zagreb         | RIZ Odašiljači Zagreb       | RIZ Odašiljači Zagreb | slobodni                                                    |

### 2. kolo
Igrano 28. rujna 2005. 
| klub1                       | klub2                         | rez.           |                                                        |
| --------------------------- | ----------------------------- | -------------- | ------------------------------------------------------ |
| Brezovica                   | Concordia Zagreb              | 1:2            |                                                        |
| HAŠK Zagreb                 | Odra                          | 4:2            |                                                        |
| Nur Zagreb                  | Kustošija Zagreb              | 2:2 (5:4 11 m) | Nur prošao boljim izvođenjem jedanaesteraca            |
| Hrvatski Leskovac           | Zelengaj Zagreb               | 4:0            |                                                        |
| Špansko Zagreb              | Sava Zagreb                   | 2:1            |                                                        |
| Mala Mlaka                  | RIZ Odašiljači Zagreb         | 3:3 (2:3 11 m) | RIZ Odašiljači prošli boljim izvođenjem jedanaesteraca |
| Trešnjevka Zagreb           | Polet Sveta Klara (Zagreb)    | 0:2            |                                                        |
| Maksimir Zagreb             | Jarun Zagreb                  | 3:3 (2:3 11 m) | Jarun prošao boljim izvođenjem jedanaesteraca          |
| Hrašće (Hrašće Turopoljsko) | Sesvetski Kraljevec (Sesvete) | 4:2            |                                                        |
| Šparta Elektra Zagreb       | Mladost Buzin                 | 0:1            |                                                        |
| Botinec Zagreb              | Ivanja Reka                   | 4:1            |                                                        |
| Dinamo Odranski Obrež       | Ponikve Zagreb                | 1:3            |                                                        |
| Prigorje Žerjavinec         | Tekstilac Ravnice Zagreb      | 3:4            |                                                        |
| Dubrava Zagreb              | Sloga Zagreb                  | 2:4            |                                                        |

### 3. kolo
Igrano 5. listopada 2005. 
| klub1                    | klub2                       | rez.     |                                    |
| ------------------------ | --------------------------- | -------- | ---------------------------------- |
| Jarun Zagreb             | Ponikve Zagreb              | 4:1      |                                    |
| Mladost Buzin            | HAŠK Zagreb                 | 0:3      |                                    |
| Botinec Zagreb           | Špansko Zagreb              | 1:2      |                                    |
| Concordia Zagreb         | Nur Zagreb                  | 5:2      |                                    |
| Sloga Zagreb             | Hrašće (Hrašće Turopoljsko) | 5:0      |                                    |
| RIZ Odašiljači Zagreb    | Polet Sveta Klara (Zagreb)  | 0:7      |                                    |
| Tekstilac Ravnice Zagreb | Hrvatski Leskovac           | 3:0 p.f. | Tekstilac Ravnice prošao bez borbe |

### 4. kolo
Igrano 19. listopada 2005. 
| klub1                                      | klub2                                      | rez.                                       |                                               |
| ------------------------------------------ | ------------------------------------------ | ------------------------------------------ | --------------------------------------------- |
| Jarun Zagreb                               | Trnje Zagreb                               | 0:0 (2:4 11 m)                             | Trnje prošlo boljim izvođenjem jedanaesteraca |
| Lokomotiva Zagreb                          | Vrapče Zagreb                              | 2:1                                        |                                               |
| Lučko                                      | ZET Zagreb                                 | 2:0                                        |                                               |
| Rudeš Zagreb                               | Špansko Zagreb                             | 1:3                                        |                                               |
| Polet Sveta Klara (Zagreb)                 | Croatia Sesvete                            | 1:4                                        |                                               |
| HAŠK Zagreb                                | Sloga Zagreb                               | 2:4                                        |                                               |
| Concordia Zagreb, Tekstilac Ravnice Zagreb | Concordia Zagreb, Tekstilac Ravnice Zagreb | Concordia Zagreb, Tekstilac Ravnice Zagreb | slobodni                                      |

### Četvrtzavršnica
Igrano 26. travnja 2006. 
| klub1           | klub2                    | rez. |  |
| --------------- | ------------------------ | ---- |  |
| Lučko           | Tekstilac Ravnice Zagreb | 4:3  |  |
| Trnje Zagreb    | Lokomotiva Zagreb        | 4:1  |  |
| Croatia Sesvete | Concordia Zagreb         | 6:0  |  |
| Špansko Zagreb  | Sloga Zagreb             | 2:0  |  |

### Poluzavršnica
Igrano 17. svibnja 2006. 
| klub1          | klub2           | rez. |  |
| -------------- | --------------- | ---- |  |
| Trnje Zagreb   | Croatia Sesvete | 1:3  |  |
| Špansko Zagreb | Lučko           | 0:2  |  |

### Završnica
Igrano 24. svibnja 2006. 
| klub1           | klub2 | rez. |                                    |
| --------------- | ----- | ---- | ---------------------------------- |
| Croatia Sesvete | Lučko | 3:0  | Croatia Sesvete osvajač Kupa ZNS-a |

## Poveznice
- Zagrebački nogometni savez
- Kup Zagrebačkog nogometnog saveza